# Liste der Mitglieder der National Academy of Sciences/1927
Im Jahr 1927 wählte die National Academy of Sciences der Vereinigten Staaten 18 Personen zu ihren Mitgliedern.

## Neugewählte Mitglieder
- Eric Temple Bell (1883–1960)
- Charles Berkey (1867–1955)
- William Bowie (1872–1940)
- Arthur H. Compton (1892–1962)
- Benjamin M. Duggar (1872–1956)
- Thomas Edison (1847–1931)
- Rollins Emerson (1873–1947)
- Herbert M. Evans (1882–1971)
- William K. Gregory (1876–1970)
- Godfrey Hardy (1877–1947)
- Edwin Hubble (1889–1953)
- Claude Hudson (1881–1952)
- Alfred N. Richards (1876–1966)
- Francis Rous (1879–1970)
- Paul Sabatier (1854–1941)
- Albert Sauveur (1863–1939)
- Carl Stumpf (1848–1936)
- Henry Van Peters Wilson (1863–1939)